# Sencsen Északi pályaudvar
A Sencsen Északi pályaudvar (kínai írással: 深圳北站, pinjin: Shēnzhèn Běi Zhàn) egyike Sencsen nagy vasúti pályaudvarainak. 

## Szolgáltatások
Az állomást érinti a Sencseni metró 4-es és 6-os vonala.

## Vasútvonalak
Az állomást az alábbi vasútvonalak érintik:
- Kanton–Sencsen–Hongkong nagysebességű vasútvonal
- Hsziamen–Sencsen-vasútvonal

## Kapcsolódó állomások
A vasútállomáshoz az alábbi állomások vannak a legközelebb:
- Guangmingcheng railway station (Kanton Déli pályaudvar, Kanton–Sencsen–Hongkong nagysebességű vasútvonal)
- Futian Railway Station (Hongkong West Kowloon, Kanton–Sencsen–Hongkong nagysebességű vasútvonal)
- Shenzhen Pingshan railway station (Xiamen North railway station, Hsziamen–Sencsen-vasútvonal)